# Étienne de La Vaissière
Pour les articles homonymes, voir Vaissière.
Étienne de La Vaissière est un historien français, directeur d'études à l’École des hautes études en sciences sociales, né le 5 novembre 1969 à Dijon. Il enseigne l’histoire de l’Asie centrale médiévale, et est spécialiste de l’histoire économique et sociale de la région du IVe au IXe siècle, avant et après l’arrivée de l’islam.

## Biographie
Étienne de la Vaissière est né le 5 novembre 1969 à Dijon. En 1990, il est reçu second au concours de l'École normale supérieure et obtient l'année suivante une licence de philosophie à Paris I et une licence d'histoire à Paris IV. En 1992, il passe sa maitrise d'histoire du Haut Moyen Âge à Paris X Nanterre avec pour thème  «L’Hagiographie irlandaise d’après le Codex de Salamanque». Après avoir obtenu l'agrégation d'histoire en 1993, il passe son DEA d'histoire du Haut Moyen Âge toujours à Nanterre avec pour sujet : « Histoire du sixième âge: le passé biblique et l’historiographie du VIe au VIIIe siècle » qu'il soutient en 1995. La même année il devient allocataire-moniteur normalien puis attaché temporaire d'enseignement et de recherche à l'INALCO où il enseigne l'histoire russe, l'histoire de l'Asie centrale et l'histoire musulmane.
En 1999, il soutient sa thèse à l’École pratique des hautes études (EPHE) « Histoire des marchands sogdiens » dirigé par P. Bernard et devient maître de conférences en septembre 2000 à l'EPHE, section des sciences historiques et philologiques dans la spécialité « Histoire de l'Asie centrale médiévale ». En 2006, il soutient son Habilitation à diriger des recherches (HDR) à Paris X Nanterre sur le thème « Élites d’Asie centrale (Ve – Xe siècle). Essais d’histoire sociale ». Il est élu professeur d'histoire centre-asiatique à l'Université de New York (NYU), à l'Institute for the Study of the Ancient World, mais ne prend pas le poste. En 2011, il devient directeur d'études à l'EHESS où il est rattaché au Centre d'études turques, ottomanes, balkaniques et d'Asie centrale.

## Publications
- Histoire des marchands sogdiens, Collège de France/De Boccard, Paris, 2002 (réed. 2004, 2016) (traduit en anglais, chinois et japonais)
- Avec Éric Trombert (dir.), Les Sogdiens en Chine, École française d’Extrême-Orient, Paris, 2005
- Dir. avec Matteo Compareti, Royal Nawruz in Samarkand, supplément à la Rivista degli Studi Orientali, 2006
- Dir. avec M. Ghose, "Hephtalites", dans Bulletin of the Asia Institute, 2007.
- Samarcande et Samarra. Élites d'Asie centrale dans l'empire abbasside, Peeters, Louvain, 2007
- Islamisation de l'Asie centrale. Processus locaux d'acculturation du VIIe au XIe siècle (actes du colloque du même nom organisé en novembre 2007 au Collège de France), Peeters, Louvain, 2008.
- Dir. avec P. Sijpesteijn,  Shifting Frontiers: Current Issues in the History of Early Islamic Central Asia, Journal of Inner Asian Art and Archaeology, 7, 2012 (2017).
- Asie centrale. 300-850. Des routes et des royaumes, Paris, Les Belles Lettres, 648 p., 2024  (ISBN 978-2251455211)